# Крейцерова соната (фильм, 1937)
«Крейцерова соната» (нем. Die Kreutzersonate) — немецкий фильм 1937 года режиссера Файта Харлана по одноимённой повести Льва Толстого.

## Сюжет
Известная пианистка выходит замуж за богатого помещика. В свой день рождения она вместе с двоюродным братом мужа, известным скрипачом Григорием Трухачевским исполняет «Крейцерову сонату» Бетховена. Исполнение вызывает восхищение гостей, и только её муж Андрей испытывает прямо-таки физическую боль от музыки. Он видит в брате и в музыке соперников за любовь своей жены. Наконец, полный гнева, он выгоняет Григория из своего дома. Елаина в ужасе, и не понимает своего мужа. Тот, видя свою глупость, просит у неё прощения и даже предлагает ей отправиться в путешествие в Германию в одиночку.
Во время этой поездки она снова встречает Григория. Елаина сопротивляется его искусству обольщения и возвращается в Россию. Григорий следует за ней — он хочет попросить Андрея отпустить жену. Встреча заканчивается трагически.

## В ролях
- Лиль Даговер — Елаина Позднышева
- Петер Петерсон — Андрей Позднышев
- Альбрехт Шёнхальс — Григорий Трухачевский
- Хильде Кёрбер — Грушенька
- Вольфганг Килинг — Вася
- Вальтер Вернер — доктор Раскин
- Пауль Бильдт — попутчик в поезде
- и другие

## Песня в фильме
В фильме в исполнении актрисы Хильде Кёрбер звучит песня «Die Moral der Männer» (музыка — Лео Лейкс, слова — Эрнст Зиверт).